# Orçay
Orçay är en kommun i departementet Loir-et-Cher i regionen Centre-Val de Loire i de centrala delarna av Frankrike. Kommunen ligger i kantonen Salbris som tillhör arrondissementet Romorantin-Lanthenay. År 2022 hade Orçay 216 invånare.

## Befolkningsutveckling
Antalet invånare i kommunen Orçay
| Referens: INSEE |